# Cándido Lara

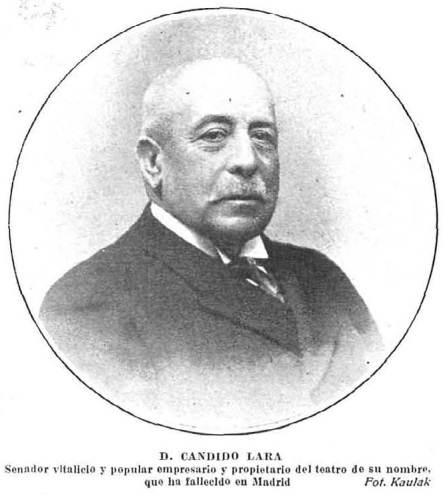
Cándido Lara, retratado por Kaulak.

Cándido Lara Ortal (Madrid, 3 de octubre de 1839-Madrid, 29 de junio de 1915) fue un empresario español del siglo XIX. Senador vitalicio y hábil negociante, se le ha recordado como promotor y explotador del teatro madrileño que lleva su nombre.

## Biografía
Nació el 3 de octubre de 1839. Este madrileño con vocación empresarial, conocido como "el carnicero de Antón Martín, por tener en esa plaza de la villa su negocio de carnicería, amasó su fortuna gracias a la segunda guerra carlista, como proveedor del ejército liberal. Ello le permitió emprender diferentes negocios, además de hacerse con la contrata de limpiezas y riegos del Ayuntamiento de Madrid.
Pero de entre todos ellos el que acabaría inmortalizándole, fue la creación de un teatro modesto en aforo pero generoso en lujos y con un resultado armónico en la línea del «Palais Royal» parisino. Al parecer, Lara se decidió a incluir un teatro en un edificio de viviendas que estaba construyendo en la Corredera Baja de San Pablo, aconsejado por el antiguo revendedor de billetes Ramón García, buen conocedor del funcionamiento del público madrileño. Relata Martínez Olmedilla que el propio Cándido reconocía que sin el teatro Lara «yo no sería más que un ricachón desconocido; gracias a él, mi nombre circula por toda España...». Ocupó el cargo de senador desde 1901 hasta su muerte, los primeros años por la provincia de Madrid y a partir de 1905 de forma vitalicia.
Falleció el 29 de junio de 1915 y está enterrado en el cementerio de San Justo de Madrid. El teatro Lara fue heredado por su hija Milagros.